# Steven Waddington
Steven Peter Waddington, né le 28 novembre 1968 à Leeds, est un acteur britannique.

## Biographie
Steven Waddington est né le 28 novembre 1968 à Leeds, Angleterre. Ses parents Averill Stubbs et Peter Waddington.
Il a étudié à l'East 15 Acting School, à Loughton, Essex.

## Carrière
Il commence sa carrière en 1991 dans Edward II, où il incarne ce dernier. Il est découvert par le grand public en 1992 grâce à son rôle dans Le Dernier des Mohicans de Michael Mann, où il interprète le major Duncan Heyward. Cette même année, il tourne sous la direction de Ridley Scott dans 1492 : Christophe Colomb.
En 1995, il est à l'affiche de Carrington de Christopher Hampton, avec Emma Thompson et Jonathan Pryce et la série Resort to Murder.
En 1997, il tourne aux côtés de Robert Carlyle, Ray Winstone et Lena Headey dans Face d'Antonia Bird. Il incarne Sir Wilfred d'Ivanhoé dans la série Ivanhoé.
En 1999, il est présent dans Sleepy Hollow réalisé par Tim Burton.
En 2001, il joue dans les films The Hole de Nick Hamm et The Parole Officer de John Duigan.
En 2006, il joue dans la série télévisée britannique Vital Signs avec Tamzin Outhwaite. L'année suivante, Il interprète Edward Stafford, troisième duc de Buckingham, dans la série télévisée Les Tudors et joue dans Arn, chevalier du temple.
En 2008, il apparaît dans le film Largo Winch et interprète Richard Coeur de Lion dans la série Robin des Bois.
En 2010, il reprend son rôle dans la série Arn et il prête sa voix dans le film Ultramarines.
En 2012, il obtient un rôle dans la mini-série Titanic et tourne au cinéma dans The Sweeney, When the LIghts Went Out et Hamilton : détention secrète.
En 2014, il est à l'affiche de Imitation Game de Morten Tyldum, Les Jardins du roi d'Alan Rickman, One Night in Istanbul de James Marquand et Flim : The Movie de Raffaello Degruttola, ainsi que la série Halo : Nightfall.
Entre 2017 et 2019, il est présent dans Jamestown, diffusée sur Sky1.
En 2018, il tourne sous la direction de Thomas Vinterberg dans Kursk avec Matthias Schoenaerts, Colin Firth, August Diehl, ou encore Matthias Schweighöfer.
En 2020, il est à l'affiche du film d'horreur Sorcière de Neil Marshall.
En 2022, il tourne dans le film Uncharted de Ruben Fleischer et la série Slow Horses.

## Vie privée
Il est actuellement marié à Jane March et ils ont eu ensemble un fils.

## Filmographie

### Cinéma

#### Longs métrages
- 1991 : Edward II de Derek Jarman : Edward II
- 1992 : Le Dernier des Mohicans (The Last of the Mohicans) de Michael Mann : Major Duncan Heyward
- 1992 : 1492 : Christophe Colomb (1492 : Conquest of paradise) de Ridley Scott : Bartolomeo Colomb
- 1994 : Le Prince de Jutland (Prince of Jutland) de Gabriel Axel : Ribold
- 1994 : Don't Get Me Started d'Arthur Ellis : Jerry Hoff
- 1995 : Carrington de Christopher Hampton : Ralph Partridge
- 1997 : Face d'Antonia Bird : Stevie
- 1998 : Tarzan et la Cité perdue (Tarzan and the Lost City) de Carl Schenkel : Ravens
- 1999 : Sleepy Hollow de Tim Burton : Killian
- 2000 : Menteurs (The Unscarred) de Buddy Giovinazzo : Travis
- 2001 : The Hole de Nick Hamm : Tom Howard
- 2001 : The Parole Officer de John Duigan : Jeff
- 2005 : Breakfast on Pluto de Neil Jordan : Inspecteur Routledge
- 2007 : Arn, chevalier du temple (Arn : Tempelriddaren) de Peter Flinth : Grand Maître Torroja
- 2008 : Largo Winch de Jérôme Salle : Stephan Marcus
- 2010 : Ultramarines (Ultramarines : A Warhammer 40,000 Movie) de Martyn Pick : Frère Verenor (voix)
- 2011 : The Hunters de Chris Briant : Ronny
- 2012 : The Sweeney de Nick Love : Nathan Miller
- 2012 : When the LIghts Went Out de Pat Holden : Len
- 2012 : Hamilton : détention secrète (Hamilton : Men inte om det gäller din dotter) de Tobias Falk : Oliver McCullen
- 2014 : Imitation Game (The Imitation Game) de Morten Tyldum : Smith
- 2014 : Les Jardins du roi (A Little Chaos) d'Alan Rickman : Thierry Duras
- 2014 : One Night in Istanbul de James Marquand : Tommy
- 2014 : Flim : The Movie de Raffaello Degruttola : Scott
- 2015 : Bridgend de Jeppe Ronde : Dave
- 2017 : Beautiful Devils de James Marquand : Louis
- 2018 : Kursk de Thomas Vinterberg : Graham Mann
- 2019 : Nuclear de Catherine Linstrum : le père (voix)
- 2020 : Sorcière (The Reckoning) de Neil Marshall : Squire Pendleton
- 2022 : Uncharted de Ruben Fleischer : L'écossais

#### Courts métrages
- 2007 : Airlock, or How to Say Goodbye in Space de Chris Boyle : Major Carl Ackland
- 2011 : Suicide Tuesday d'Anton Short : Le policier à vélo
- 2016 : Things That Fall from the Sky de Catherine Linstrum : John

### Télévision

#### Séries télévisées
- 1992 : Screen One : Murray Ritchie
- 1993 : Between the Lines : Slater
- 1995 : Resort to Murder : Neville
- 1997 : Ivanhoé (Ivanhoe) : Sir Wilfred d'Ivanhoé
- 2006 : Robin des Bois (Robin Hood) : Richard Cœur de Lion
- 2006 : Vital Signs : Tony Bradley
- 2007 : Les Tudors (The Tudors) : Duc de Buckingham
- 2009 : Garrow's Law : Forrester
- 2010 : Arn : Grand Maître Torroja
- 2010 : Waterloo Road : Adam Fleet
- 2012 : Titanic : Officier Lightoller
- 2013 : The Syndicate : Steve
- 2014 : Halo : Nightfall : Randall Aiken
- 2016 : Les Médicis : Maîtres de Florence (Medici) : Cossa
- 2017 - 2019 : Jamestown : Thomas Redwick, maréchal de Jamestown
- 2019 : Deep Cuts : Frère Francis Murphy
- 2022 : Slow Horses : Jed Moody

#### Téléfilms
- 1996 : The One That Got Away de Paul Greengrass : Dinger
- 2003 : Légions Les Guerriers de Rome (Boudica) de Bill Anderson : Roi Prasutagus
- 2006 : La Malédiction du pharaon (The Curse of King Tut's Tomb) de Russell Mulcahy : Jason McGreevy
- 2007 : Richard the Lioneart de Nick Green : Richard Cœur de Lion
- 2010 : Artic Predator de Victor Garcia : Hasslein
- 2011 : Jabberwock : la légende du dragon (Jabberwock) de Steven R. Monroe : John